# 1993 في جمهورية أيرلندا
فيما يلي قوائم الأحداث التي وقعت خلال عام 1993 في جمهورية أيرلندا.

## سياسة

### تعيين في المنصب
- 4 يناير – بيرتي أهرن وزير الأشغال والمشاريع والابتكار [الإنجليزية]‏.
- 22 يناير – بريان كوين وزير النقل والسياحة والرياضة [الإنجليزية]‏.

### انتهاء فترة المنصب
- 12 يناير – بريان كوين وزير العمل [الإنجليزية]‏.
- 12 يناير – بيرتي أهرن وزير الأشغال والمشاريع والابتكار [الإنجليزية]‏.
- 12 يناير – جون أوكونيل وزير الصحة [الإنجليزية]‏،نائب دييل.

## ظهور
- 1 يناير – بويزون

## أفلام
من الأفلام التي صدرت هذه السنة في جمهورية أيرلندا:
- 12 ديسمبر – باسم الأب من إخراج جيم شيريدان.

## مواليد

### مارس
- 18 مارس – مارك إنجليش عداء مسافات متوسطة أيرلندي.

### سبتمبر
- 6 سبتمبر – إيمي بوتل لاعبة كرة مضرب أيرلندية.
- 13 سبتمبر – نايل هوران مغني أيرلندي.
- 21 سبتمبر – غراهام بيرك لاعب كرة قدم أيرلندي.

## وفيات

### يوليو
- 28 يوليو – ستانلي وودز (مواليد 1903) متسابق دراجات نارية أيرلندي.

### نوفمبر
- 28 نوفمبر – جو كيلي (مواليد 1913)